# Gosforth (Newcastle)
Gosforth è una zona di 23 620 abitanti della contea del Tyne and Wear, in Inghilterra annessa a Newcastle nel 1974.